# Kadmium
Kadmium (chemická značka Cd, latinsky Cadmium) je měkký, lehce tavitelný, toxický kovový prvek. Slouží jako součást různých slitin a k povrchové ochraně jiných kovů před korozí. Vzhledem k jeho toxicitě je jeho praktické využití omezováno na nejnutnější minimum.

## Základní fyzikálně-chemické vlastnosti
Je to typický kovový prvek bíle stříbrné barvy. Za teplot pod 0,517 K je supravodičem I typu. Byl objeven roku 1817 německým chemikem Friedrichem Stromeyerem. Patří mezi přechodné prvky, které mají valenční elektrony ve sféře d. Ve sloučeninách se vyskytuje téměř pouze v mocenství Cd2+, sloučeniny Cd+ jsou silně nestálé.
V silných minerálních kyselinách je kadmium dobře rozpustné za vývoje plynného vodíku. Na vzduchu je kovové kadmium stálé, ale v atmosféře kyslíku je možné jej zapálit za vzniku oxidu kademnatého CdO.
Kadmium přechází do ovzduší ve formě těkavých sloučenin již při teplotě 480 °C.

## Výskyt a výroba

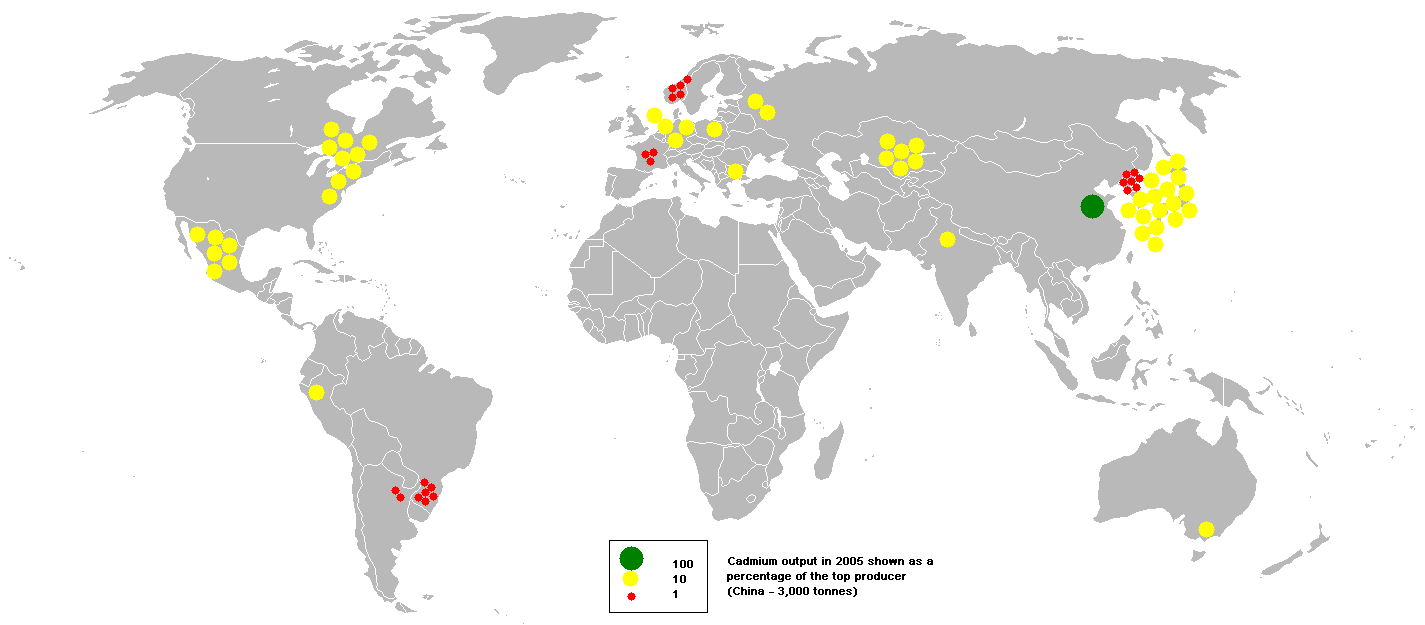
Těžba v roce 2005

V zemské kůře je kadmium vzácným prvkem. Průměrný obsah činí kolem 0,1–0,5 mg/kg. I v mořské vodě je jeho koncentrace značně nízká – 0,11 mikrogramu v jednom litru. Předpokládá se, že ve vesmíru připadá na jeden atom kadmia přibližně 36 miliard atomů vodíku.
V přírodě se kadmium vyskytuje jako příměs rud zinku a někdy i olova, z nichž se také společně získává. K oddělení kovů se vzhledem k poměrně nízkému bodu varu používá destilace.
Pouze v západoevropských zemích se ho dostává do ovzduší přibližně 350 t ročně[zdroj?]. Oblasti zvláště ohrožené tímto kovem jsou Japonsko a Střední Evropa[zdroj?].

## Využití, sloučeniny

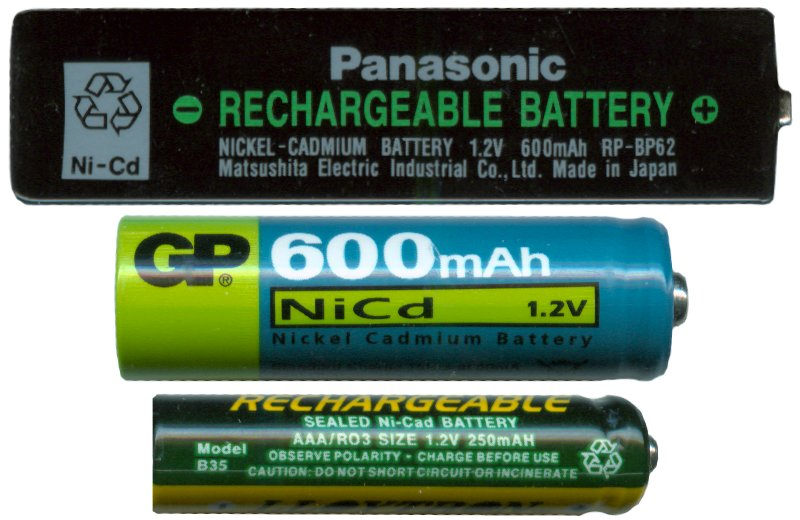
Ni-Cd baterie

Díky prokázané toxicitě kadmia převládá v současné době tendence k jeho nahrazování jinými kovy všude tam, kde je to technicky a ekonomicky možné.
Pokrytí povrchu jiného kovu kadmiem bylo dříve velmi často používáno jako antikorozní ochrana především pro železo a jeho slitiny. Galvanické kadmiování různých pracovních nástrojů a železných součástek sloužilo jako vysoce účinná ochrana před atmosférickou korozí.
Kadmium je nezbytné pro výrobu nikl-kadmiových akumulátorů, kde slouží jako materiál pro zápornou elektrodu. Kromě některých technických nevýhod je i toxicita kadmia důvodem pro stále klesající maloobchodní nabídku NiCd baterií.

##### Slitiny
Velmi významné využití nachází kadmium doposud při výrobě pájek. Jedná se přitom o slitiny kadmia se stříbrem, cínem a zinkem, které mají velmi dobré mechanické vlastnosti – pevnost a houževnatost sváru, ale i velmi dobře vedou elektrický proud. Díky tomu jsou i přes nepříznivé zdravotní účinky kadmia stále hojně využívány v elektronickém průmyslu. Je však zřejmé, že legislativa Evropské unie brzy zakáže kompletně používání pájek s obsahem kadmia v elektrotechnické výrobě.
Kadmium ve slitině se stříbrem bylo materiálem pro kvalitní kontakty elektrických relé.
Direktiva unie RoHS (Restriction of Hazardous Substances) použití kadmia v elektroprůmyslu zakazuje.
Slitiny kadmia mohou být součástí regulačních tyčí v jaderných reaktorech, kadmium patří mezi látky silně pohlcující neutrony.

##### Sloučeniny
Z dalších sloučenin kadmia má největší praktický význam sulfid kademnatý CdS, intenzivně žlutá sloučenina slouží při výrobě malířských pigmentů jako kadmiová žluť. Uplatnění měla i při výrobě CRT televizních obrazovek, kde je součástí luminoforů v množstvích do 5 %. Jde o polovodivý materiál, jehož vodivost roste s osvětlením, což se využívá při výrobě fotoodporů. Jako polovodič typu n nanesený v průsvitné vrstvě na poloodič typu p vytvořil jeden z prvních fotovoltaických článků.
Oxid kademnatý (CdO) je rovněž polovodič typu n. Využívá se jako tenká vodivá vrstva ve fotodiodách, fototranzistorech, fotorezistorech a fotovoltaických článcích.
Jako červené případně oranžové barvivo se používá sulfoselenid kademnatý (zbarvení podle množství selenu).
Telurid kademnatý (CdTe) je rovněž polovodivý, využívá se jako absorpční vrstva pro tenkovrstvé solární články.
Uhličitan kademnatý se vyskytuje zřídkavě jako bílý až bezbarvý minerál Otavit (objeven v r. 1906 v Namibii).

## Zdravotní rizika

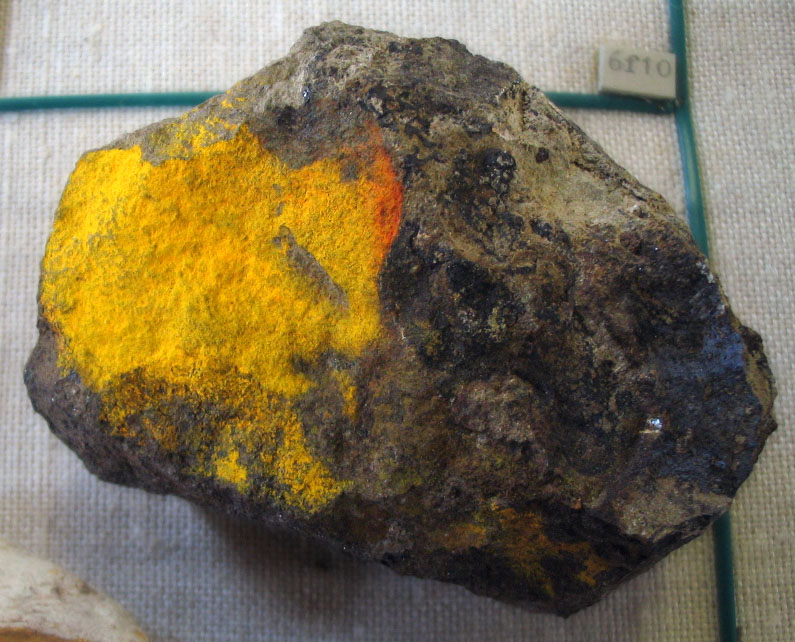
žlutý malířský pigment, CdS

Kadmium patří mezi několik málo prvků, jejichž vliv na zdravotní stav lidského organismu je jednoznačně negativní.
Tento fakt se zdá být kuriózní například i proto, že je chemicky velmi podobné zinku, jež je naopak nezbytnou součástí potravy a má důležitou roli pro správný vývoj a zdravotní stav lidského organismu. Právě vzájemná chemická podobnost těchto prvků však působí problémy, protože kadmium může snadno vstupovat do různých enzymatických reakcí místo zinku a následné biochemické pochody neproběhnou nebo probíhají jiným způsobem. Příkladem je zablokování inzulínového cyklu, které může působit vážné zdravotní komplikace.
Typická kumulace kadmia je v prostatě u mužů, kde je běžně vysoký obsah zinku, a toto kumulované kadmium zde může způsobovat velice rozšířenou rakovinu prostaty s následnými metastázami po celém těle.
Dalším rizikovým faktorem u kadmia je skutečnost, že se jedná o mimořádně kumulativní jed. Přijaté kadmium se z organizmu vylučuje jen velmi pozvolna a obtížně, jeho většina se přitom koncentruje především v ledvinách a v menší míře i v játrech. Bylo prokázáno, že kadmium může v ledvinách setrvat až desítky let. Právě ty jsou při chronické otravě kadmiem nejvíce ohroženy.
Hlavními zdravotními projevy dlouhodobé (chronické) otravy kadmiem jsou kromě poškození ledvin a jater také osteoporóza – lidově řídnutí kostí a anémie neboli chudokrevnost, zvyšuje se i riziko srdečních a cévních onemocnění. Vyšší obsah kadmia totiž působí na metabolismus vápníku a způsobuje jeho zvýšené vylučování z organizmu s následkem zeslabení kostní hmoty. Kadmium je také prokazatelně karcinogenní a jeho vysoký obsah v organizmu zvyšuje riziko vzniku rakovinného bujení. Při jednorázové vysoké dávce kadmia se dostavují bolesti břicha, průjmy a zvracení.
Do organismu se kadmium dostává dvěma cestami – v potravě a dýcháním. Z potravin jsou rizikovým faktorem především vnitřnosti (játra, ledviny) nebo ryby, které byly kontaminovány kadmiem při svém růstu. Rizikové mohou být i zemědělské plodiny, pěstované na kadmiem kontaminované půdě.
Vzhledem k nízkému bodu varu kadmia se tento prvek poměrně snadno dostává do atmosféry. Je proto nezbytné, aby hutní provozy, které s kadmiem pracují, velmi důsledně dbaly o dokonalé čištění plynných exhalací, které z nich odcházejí. Ohroženi totiž nejsou pouze přímo pracovníci v uvedených provozech, ale i obyvatelstvo v okolí, protože kadmium nasorbované na prachové částice a atmosférický aerosol může být větrem transportováno na značně velké vzdálenosti.
Patrně nejohroženější skupinu osob však tvoří kuřáci. Je jednoznačně prokázáno, že v náhodně vybraném vzorku populace obsahují ledviny silného kuřáka minimálně 10× více kadmia než u nekuřáka. Z výše uvedených faktů pak jasně vyplývá, že kuřák je kromě běžně uváděné rakoviny plic ohrožen i rakovinou nebo chronickým selháním činnosti ledvin.
Kadmium přijímané potravou se vstřebává asi 1–5 %, ze vzduchu kolem 50 %. Ukládá se v ledvinách a játrech, kde se váže na protein metalothionein. Poločas jeho vylučování z organismu je až 30 let. Kadmium ohrožuje funkci ledvin. Při pravidelném dlouhotrvajícím příjmu malých množství kadmia dochází ve věku kolem 50 let k poškození ledvin. V moči se objevují malé peptidy a cukr. Nejvážnějším účinkem kadmia je ohrožení reprodukčních orgánů člověka. Kadmium ohrožuje funkčnost a kvalitu spermií. Poškozuje zárodečný epitel varlat. Nachází se také v poševních hlenech. Negativně působí i na nervovou soustavu a má také karcinogenní účinky. Porušuje metabolismus vápníku – způsobuje měknutí kostí a vypadávání zubů.
Dimethylkadmium Cd(CH3)2 je extrémně toxická organická sloučenina kadmia, fyzikálně se jedná o málo viskózní čirou tekutinu značně nepříjemného zápachu. Její těkavost, značná lipofilita, jedovatost již v mikrogramových množstvích a také její karcinogenita z ní dělají velmi nebezpečnou sloučeninu.

## Restrikce
Užívání kadmia je v Evropské unii omezeno směrnice 2002/95/ES Restriction of the use of certain Hazardous Substances in electrical and electronic equipment, česky "Omezení užívání některých nebezpečných látek v elektronických a elektrických zařízeních", která byla vydána 27. ledna 2003 a do praxe vstoupila 1. července 2006. Omezení se prozatím (2020) netýká průmyslových, telekomunikačních, zdravotnických, vědeckých zařízení s dlouhou životností, která se vyrábějí v malých množstvích a u nichž lze předpokládat, že neskončí na skládce.